# Listă de haiduci și panduri din Oltenia

## Haiducii
Haiducii sunt prezenți în toate țările din Balcani ca luptători pentru dreptate, împotriva boierilor locali și ai străinilor asupritori. Trecuți sub tăcere de manualele din epoca regilor, considerați elemente care provoacă dezordine, priviți cu circumspecție de comuniști, pe de o parte considerați bunicii luptei de clasă, pe de altă parte, considerați un exemplu nu tocmai potrivit pentru societate, în pericol de a cădea în uitare azi, haiducii și pandurii, au reprezentat pentru popor, adevărați eroi. În special, timp de o sută de ani, Oltenia cunoaște o escaladare a fenomenului, după Pacea de la Passarowitz, când Oltenia a trecut în stăpânirea austriacă și până după revoluția condusă de Tudor Vladimirescu, haiducia a constituit, de multe ori, singura soluție în fața represiunilor și nedreptăților.În Oltenia (un adevărat ținut al haiducilor), haiducia apare ca fenomen, mult mai devreme, de fapt după 1560, odată cu Baba Novac, continuă cu legendarii Gruia Novac (unul dintre fii săi), cu Iorgu Iorgovan și cunoște o adevărată explozie, devenind o modă, în timpul ocupației austriece până după revoluția lui Tudor Vladimirescu.Timp de aproximativ 300 de ani, (cca.1560-1860) există un lung și neîntrerupt șir de haiduci celebri.
Vremea haiducilor apune în preajma unirii principatelor, odată cu revoluționarul Popa Șapcă, ultimul care ridică la luptă cetele de haiduci. 
Cum datele despre haiduci sunt de multe ori contradictorii, considerați tâlhari de către stăpânitori și eroi de către popor, o prezentare a lor într-o lumină neutră este o sarcină ingrată.

## Pandurii
Pandurii, în România, în majoritatea cazurilor, sunt tot haiduci înrolați într-o oaste paramilitară (cea a pandurilor) care a stârnit revoluția de la 1821. Termenul de pandur este folosit prima dată în lumea germanică, derivat din denumirea grupurilor de vikingi care făceau diversiuni în vremuri străvechi, când vikingii pustiiau sudul mării Baltice. În epoca modernă, prusacii au reinventat poveștile, folosind trupe special pregătite pentru producerea diversiunilor în armata habsburgică: asasinarea comandanților, răpirea unor persoane de rang înalt, distrugerea depozitelor de muniție, trupe speciale care acționau, de regulă, în spatele frontului. Habsburgii au preluat și ei metoda, răspunzându-le prusacilor cu aceeași monedă.
În Oltenia, termenul de panduri a fost introdus de austrieci. În momentul în care au realizat că trupele lor nu reușesc să se impună într-o regiune străină, plină de haiduci care îi atacau când nu erau pregătiți, la locuri de popas, hanuri, crâșme, locuri strâmte au hotărât să angajeze mercenari din rândul populației din zonă, pentru prinderea haiducilor. Numai că în Oltenia totul a luat o întorsătură neașteptată, mulți haiduci au găsit bună ideea ca în loc să jefuiască boierii sau imperialii, să ia banii ca simbrie fără să facă nimic; timp de aproape doi ani, austriecii au plătit simbrie unor haiduci ca să prindă alți haiduci, nici un haiduc nu a fost prins. A fost picătura finală pentru austrieci, care au decis să părăsească Oltenia cu ani buni înainte ca aceasta să fie retrocedată pe baza tratatelor internaționale. După plecarea austriecilor, titlul de pandur și-a schimbat, pentru un timp, întru-câtva, înțelesul, devenind un fel de cete menite să apere boierii de haiduci (un fel de poliții personale), denumirea era preluată de la austrieci și venea să semnifice un corp de arnăuți mai mare și bine înarmat. Când a izbucnit războiul ruso-turc, cuvântul pandur și-a schimbat iarăși înțelesul. Țarul a dorit, inițial, închirierea unor oameni ai boierilor care cunoșteau locurile și astfel, le-ar fi ușurat sarcina. Boierii au refuzat să se despartă de gărzile lor, care revin acum la vechea denumire de arnăuți, pentru că, între timp, țarul dă sfoară în țară că înrolează volunari, panduri, contra unei solde foarte atrăgătoare. Imediat apar voluntari din toate colțurile țării, dornici să lupte cu turcii. Majoritatea celor înrolati sunt, de data aceasta, haiduci dar printre ei apar și arnăuți și alte categorii de oameni. Într-o singură săptămână, numărul pandurilor înrolați atinge cifra de 50.000, care erau împărțiți în cete de 1000-1500 de oameni, sub conducerea unor căpetenii alese de ei, în general sînt căpetenii de haiduci. După plecarea rușilor, pandurii ajuseseră o castă militară, cu uniforme, tabere de instrucție, corturi și tot echipamentul militar aferent, muniție și armament, dar care, nemaifiind plătiți de țar, constituiau o forță greu de ținut în frâu, mai ales că erau oameni obișnuiti cu luptele. 
În momentul în care pandurii plecau conduși de Tudor Vladimirescu, termenul de pandur iși schimbă pentru ultima dată sensul, în membru al unei armate paramilitare de revoluționari, sau o armată de haiduci și răsculați întocmită după toate legile moderne ale războiului.

## Listă cu panduri și haiduci celebri din Oltenia în această sută de ani
- Tudor Vladimirescu (Domnul Tudor) din Vladimiri, Gorj
- Iancu Jianu din Caracal, Olt
- Gheorghe Magheru  Bârzeiu de Gilort, județul Gorj
- Petrache Poenaru din Bănești, Vâlcea
- Andrei Popa (Andri Popa) din Seaca, Dolj
- Ioniță Tunsu (paraclisierul sau răspopitul) din Optași, Olt
- Preda Drugănescu (Drugă) din Drăgășani,Vâlcea
- Pavel Lotru din Bălcești, Vâlcea
- Marius Pârv din Ploștina, Gorj
- Anghel Panait (Anghel Șaptecai) din Vâlcele, Olt
- Amza Scorțan din Amărăști, Dolj
- Toma Alimanu din Ostrovu, Mehedinți
- Ionică Lambru din Ostrovu, Mehedinți
- Mihail Călimanu din Călimani, Vâlcea
- Radu Ursan din Jupânești, Gorj
- Neagu Papură din Daneți, Dolj
- Ene Hățu din Celaru, Dolj
- Popa Șapcă din Celei, Olt

## Alți haiduci
din întreaga perioadă a "vremii haiducilor", cei care au precedat explozia haiduciei:
- Baba Novac
- Gruia Novac
- Iorgu Iorgovan